# Савруха (Самарская область)
Савруха — село в Похвистневском районе Самарской области России. Административный центр сельского поселения Савруха.

## География
Село находится в северо-восточной части Самарской области, в пределах Высокого Заволжья, в лесостепной зоне, на берегах реки Саврушка, на расстоянии примерно 26 км (по прямой) к западу-юго-западу (WSW) от Похвистнево, административного центра района. Абсолютная высота — 60 м над уровнем моря.
Климат
Климат характеризуется как умеренно континентальный, с холодной малоснежной зимой и жарким сухим летом. Среднегодовая температура воздуха — 4,1 °С. Средняя температура воздуха самого тёплого месяца (июля) — 20,7 °C; самого холодного (января) — −13 °C (абсолютный минимум — −43 °C). Безморозный период длится в течение 125—130 дней. Среднегодовое количество атмосферных осадков составляет 469 мм, из которых 220 мм выпадает в июне-июле.
Часовой пояс
Село Савруха, как и вся Самарская область, находится в часовой зоне МСК+1. Смещение применяемого времени относительно UTC составляет +4:00.

## Население
| 2010 |
| ---- |
| 2441 |

Половой состав
По данным Всероссийской переписи населения 2010 года в гендерной структуре населения мужчины составляли 48,1 %, женщины — соответственно 51,9 %.
Национальный состав
Согласно результатам переписи 2002 года, в национальной структуре населения русские составляли 70 % из 2366 чел.

## Инфраструктура
Градообразующим предприятием является АО "Северный Ключ", основное направление которого - сельско-хозяйственная деятельность (Растениеводство, животноводство, молочное хозяйство). С ноября 2022 года АО "Северный ключ" обладает молочным заводом с производственной мощностью в 5 тонн молочной продукции в сутки, продукция которого, в данный момент, реализуется в локальных магазинах.
Также имеются:
- Отделение почтовой связи "Почта России" (446461)
- Отделение банка "Сбер"
- Храм Трех святителей
- ГБОУ СОШ им. Н. Т. Кукушкина с. Савруха
- СП «Детский сад Пчёлка»
- Саврушский сельский дом культуры
- Физкультурно-оздоровительный комплекс Сириус
- Саврушский центр социального обслуживания населения
- Коммерческие, частные предприятия, магазины.
- 2 аптечных пункта

## Улицы
| - ул. Восточная, - пер. Вяльцина, - ул. Вяльцина, - ул. Дементьева, - ул. Заречная, - ул. Комсомольская, | - ул. Красноармейская, - ул. Набережная, - ул. Нагорная, - ул. Пионерская, - ул. Подлесная, - ул. Привольная, | - пер. Рабочий, - ул. Революционная, - ул. Советская, - ул. Татаринцева, - ул. Центральная, - ул. Школьная. |

## Известные уроженцы
- Ляпушкин, Иван Иванович (1902—1968) — советский археолог и историк. Доктор исторических наук.